# Mistrzostwa Świata w Hokeju na Lodzie 2020 (elita)
Mistrzostwa Świata w Hokeju na Lodzie Elity 2020 miały odbyć się w dniach 8–24 maja 2020 w Szwajcarii. Jako miasta goszczące najlepsze reprezentacje świata zostały wybrane Zurych i Lozanna. Do 84. turnieju o złoty medal mistrzostw świata zakwalifikowano 16 narodowych reprezentacji.
Skład grup turniejowych został zaprezentowany 28 maja 2019.
Oficjalną maskotką turnieju została krowa o imieniu „Cooly”.
Turniej został odwołany z powodu pandemii COVID-19.